# Popanalia
Le Festival Popanalia est un festival français de pop organisé à Biot, dans les Alpes-Maritimes. Créé le 5 août 1970, il est l'un des premiers festivals du genre sur le territoire, mélangeant les nouvelles musiques de l'époque, à savoir le free jazz et le rock. Cet évènement est créé par Jean-François Bizot, Jean Georgakarakos, Jean-Luc Young et Serge Sloimovits. Cette manifestation s'est déroulée en 1970, et dans les jardins du musée national Fernand-Léger en 2010.

## Éditions

### Première édition de 1970
En 1970, pour la grande première,, en France, Jean Georgakarakos du label BYG Records soutenu par Jean-François Bizot d'Actuel et RTL, annonçait sur l'affiche Joan Baez, Eric Clapton, Pink Floyd, Traffic, Archie Shepp, Daevid Allen (Gong), Art Ensemble of Chicago, Don Cherry, Soft Machine, Alan Price, Balls (ex-Plastic Ono Band), The Moody Blues, King Crimson, Kevin Ayers, Frank Zappa &  The Mothers, Moving gelatine plates, Ame Son, Alan Jack Civilisation, Sonny Sharrock, The Spencer Davis Group, Alice. Jean-François Bizot y distribue un numéro zéro d’Actuel,. La plupart de ces artistes étaient effectivement sur le site du Festival. Mais selon les participants de l'époque, peu de groupes sont montés sur scène à part la musicienne Joan Baez,. Plusieurs photos atteste la présence de Joseph Kessel dans le public.

### Deuxième édition de 2010
En 2010, à l'initiative d'Imago Records,, se succédèrent au musée national Fernand-Léger à Biot : Archie Shepp et Tom McClung, Trilok Gurtu et Omar Sosa & Paolo Fresu, Gong, Rémy Kolpa Kopoul, Sashird Lao et le plasticien Patrick Moya,. La soirée fut retransmise en direct sur Radio Nova,.